# Lambs Anger
Albums de Mr. Oizo
Steak (BO)
(2007) Rubber : Original Soundtrack
(2010)
Lambs Anger est le quatrième album de Mr. Oizo, sorti le 17 novembre 2008 et comportant 17 titres. Il s'agit de son deuxième album sorti sous le label Ed Banger Records,.

## Description
L'ensemble de l'album, de par sa construction, a globalement un aspect "décousu", voire parfois "inachevé", dans la même veine que les précédents albums de Mr. Oizo, avec un son tantôt trituré, déformé, répétitif... bien loin du easy listening. L'ensemble des morceaux donne un résultat très hétéroclite : le beat pesant de l'intro Hun, la voix féminine monocorde de Pourriture 2, Positif et Pourriture 7, et les sirènes de Bruce Willis is Dead procurent une atmosphère angoissante, alors que d'autres morceaux tels que Two Takes It, une reprise electro du tube de Rob Base & DJ E-Z Rock "It Takes Two", et Gay Dentists sont davantage dansants, et que d'autres tels que Z, W ou Lars Von Sen (nom imaginaire en référence au larsen) se rapprochent de la musique expérimentale.
Concernant ce choix artistique Mr. Oizo explique : « J'ai réalisé que lorsque vous créez des choses, vous êtes toujours influencé. Tu ne peux pas t'en empêcher - tu dois être influencé, même par des choses que tu n'aimes pas. J'ai donc décidé de choisir les [influences] au lieu d'être passif. Et c'est pour ça que je pourrais faire quelques références, pour pouvoir les déformer et les changer.»

## Pochette
L'illustration de la pochette a été réalisée par le graphiste français So Me, et est fortement inspirée de la scène du film surréaliste Un chien andalou de Luis Buñuel dans laquelle Simone Mareuil se faisait trancher l’œil avec une lame de rasoir, à la différence que Flat Eric, la marionnette jaune que Mr. Oizo utilisa notamment pour le clip du tube Flat Beat, remplace l'actrice sur la pochette.

## Liste des titres
| No  | Titre                                  | Durée |
| --- | -------------------------------------- | ----- |
| 1.  | Hun                                    |       |
| 2.  | Pourriture 2                           |       |
| 3.  | Z                                      |       |
| 4.  | Cut Dick                               |       |
| 5.  | Two Takes It (featuring Carmen Castro) |       |
| 6.  | Rank                                   |       |
| 7.  | Bruce Willis Is Dead                   |       |
| 8.  | Jo                                     |       |
| 9.  | Positif                                |       |
| 10. | Lambs Anger                            |       |
| 11. | Erreur Jean (featuring Error Smith)    |       |
| 12. | Steroids (featuring Uffie)             |       |
| 13. | Gay Dentists                           |       |
| 14. | Pourriture 7                           |       |
| 15. | W                                      |       |
| 16. | Lars Von Sen                           |       |
| 17. | Blind Concerto                         |       |